# 鄭敬日
鄭 敬日（チョン・キョンイル）は、大韓民国慶尚北道出身のフラワーデザイナー。
東京都在住。
三田ハナモ（東京生花株式会社）本店・RENにてデザイナーを務める。
1992年テクノ・ホルティ園芸専門学校卒業。2006年JFTDジャパンカップ・フローリストコンテスト仙台大会にて四位入賞、ほか受賞多数。
日本のフラワーデザイン界において活躍している。